# Нішіхара (Кумамото)
32°50′5″ пн. ш. 130°54′11″ сх. д. / 32.83472° пн. ш. 130.90306° сх. д.
Нішіхара (яп. 西原村) — село в Японії, в повіті Асо префектури Кумамото.